# Beach Boys Concert
Albums de The Beach Boys
Live in London
(1970)
Beach Boys Concert est le premier album live des Beach Boys.

## Titres
1. Fun, Fun, Fun (Brian Wilson, Mike Love) – 2:26
2. The Little Old Lady From Pasadena (Don Altfeld, Jan Berry, Roger Christian) – 3:00
3. Little Deuce Coupe (Brian Wilson, Roger Christian) – 2:27
4. Long, Tall Texan (Henry Strezlecki) – 2:32
5. In My Room (Brian Wilson, Gary Usher) – 2:25
6. Monster Mash (Boris Pickett, Lenny Capizzi) – 2:27
7. Let's Go Trippin' (Dick Dale) – 2:34
8. Papa-Oom-Mow-Mow (Carl White, Al Frazier, Sonny Harris, Turner Wilson Jr.) – 2:18
9. The Wanderer (Ernest Maresca) – 2:00
10. Hawaii (Brian Wilson, Mike Love) – 1:51
11. Graduation Day (Joe Sherman, Noel Sherman) – 3:29
12. I Get Around (Brian Wilson, Mike Love) – 2:42
13. Johnny B. Goode (Chuck Berry) – 1:56

En 1990, les enregistrements ont été remasterisés. Beach Boys Concert et Live in London sont sortis sur un seul CD agrémenté de titres bonus.

## Classements hebdomadaires
| Classement (1964-1965)       | Meilleure place |
| ---------------------------- | --------------- |
| Allemagne (Media Control AG) | 14              |
| États-Unis (Billboard 200)   | 1               |

## Certifications
| Pays              | Certification | Unités certifiées | Date de certification |
| ----------------- | ------------- | ----------------- | --------------------- |
| États-Unis (RIAA) | Or            | 500 000           | 18 février 1965       |